# Carcharodon hubbelli
Carcharodon hubbelli — вымерший вид хрящевых рыб рода белых акул семейства сельдевых акул. Он эволюционировал между 8 и 5 миллионами лет назад в период от позднего миоцена до раннего плиоцена. Carcharodon hubbelli — переходный вид, демонстрирующий промежуточные черты между современными большими белыми акулами и более мелкими доисторическими акулами мако. Его окаменелости были обнаружены в Новой Зеландии и Перу.
Эта акула была названа в честь Гордона Хаббелла (ученого, который забрал образец у фермера, который нашел его в 1988 году) в знак признания его вклада в палеонтологию акул и за передачу образца в дар Музею естественной истории Флориды в 2009 году.